# Herr Gott, Beherrscher aller Dinge, BWV 120a
Herr Gott, Beherrscher aller Dinge, BWV 120a (Senyor Déu, mestre de totes les coses), és una cantata de noces de Johann Sebastian Bach estrenada a Leipzig, probablement el 28 d'abril de 1729.

## Origen i context
Aquesta cantata ha arribat de manera molt fragmentada al dia d'avui, i no es disposa de cap informació sobre el casament a què estava destinada. El text s'ha atribuït, almenys parcialment, a Picander que com altres vegades reutilitza la música d'altres obres, en aquest cas de la cantata BWV 120, fet que ha permès reconstruir la partitura de la que només se n'han conservat algunes parts.

## Anàlisi
Obra escrita per a soprano, contralt, tenor, baix i cor; dos trompetes, timbals, dos oboès, dos oboès d'amor, orgue obligat, corda i baix continu. Consta de vuit números dividits en dues parts, que s'interpretaren abans i després de la benedicció del matrimoni.
Primera part
1. Cor: Preise Jerusalem, den Herrn (Senyor Déu, mestre de totes les coses)
2. Recitatiu (baix, tenor i cor): Wie wunderbar, o Gott, sind deine Werke (Totes les teves obres, Oh Déu meu, són meravelloses)
3. Ària (soprano): Leit, o Gott, durch deine Liebe (Guia'ns, Oh Déu, pel teu amor)

Segona part
1. Simfonia
2. Recitatiu (tenor i cor): Herr Zebaoth (Senyor de  Sabaoth)
3. Ària (duet de contralt i tenor): Herr, fange an und sprich den Segen (Senyor, comença i dona’ns la teva benedicció)
4. Recitatiu (baix): Der Herr, Herr unser Gott, sei so mit euch (Pot el Senyor, el nostre Déu, estar amb vosaltres)
5. Coral: Lobe den Herren, der deinen Stand sichtbar gesegnet (Lloa al Senyor, que ha beneït naturalment el teu lloc en la vida)

El cor inicial, l'ària de soprano del tercer número i el duet de contralt i tenor del número sis, són paròdies dels números 2, 4 i 1, respectivament, de la cantata BWV 120; per la seva banda, el número 4 és una adaptació del preludi del solo de la partita de violí BWV 1006, que aquí l'interpreta obligatòriament un orgue, i en el número 6 s'afegeix una part de tenor. La simfonia que comença la segona part està emparentada amb la que obre la cantata BWV 29. En canvi, els recitatius del segon, cinquè i setè números són originals. El número 5, és un recitatiu secco de tenor i cor, i se sent Hear us, dear Lord God d'una lletania de Luter. En el número 7, un recitatiu secco de baix, es fa referència a tres passatges bíblics, si bé no se'n copia cap literalment, el Primer llibre dels Reis (8, 57), el Gènesi (48, 20-21) i el Primer llibre de les Cròniques (28, 20). El coral final conté el quart i cinquè versos de l'himne Lobe den Herren, den mäcthtigen König der Ehren de Joachim Neander (1680), provinent de la BWV 137.

## Discografia seleccionada
- J.S. Bach: Complete Cantatas Vol. 20. Ton Koopman, Amsterdam Baroque Orchestra & Choir, Sandrine Piau, Nathalie Stutzmann, James Gilchrist, Klaus Mertens. (Challenge Classics), 2006.
- J.S. Bach: Cantatas Vol. 51. Masaaki Suzuki, Bach Collegium Japan, Hana Blazikova, Damien Guillon, Christoph Genz, Peter Kooij. (BIS), 2011.
- J.S. Bach: Sacred Vocal Works. Edition Bachakademie Vol. 140. Helmuth Rilling, Gächinger Kantorei, Bach-Collegium Stuttgart, Sibylla Rubens, Ingeborg Danz, Marcus Ullmann, Klaus Häger. (Hänssler), 1999.